# Prêmio Nacional da Cultura Tradicional e de Base
O Prêmio Nacional da Cultura Tradicional e de Base (do galego: Premio Nacional de Cultura tradicional e de base) foi um galardão outorgado pela Junta da Galiza e concedido por um jurado de quinze pessoas de distintos âmbitos da cultura galega, como um dos dez Prêmios Nacionais da Cultura Galega.
Os prêmios concederam-se a criadores vivos que destacam-se esse ano pelo seu labor neste campo artístico da cultura tradicional e de base, ou em reconhecimento a uma trajectória. O prêmio convocou-se unicamente em 2008, edição na que os galardoados recebem 15.000 euros de prêmio. O galardoado ou galardoada anuncia-se no mês de maio.
Ainda que com vocação de continuidade, a mudança de governo produzida em 2009 supôs a interrupção da convocatória. Ao criarem-se em 2010 os Prêmios da Cultura Galega definiu-se como continuadora a categoria Prêmio Cultura Galega às Iniciativas em prol do Patrimônio Cultural.

## Premiado
- 2008 - Museu do Povo Galego